# Национално знаме на Сейшелските острови
Националното знаме на Сейшелските острови е прието на 18 юни 1996 година. Представлява четириъгълник в съотношение на страните 1:2 и представлява пет лъча, разпръскващи се от долния ляв ъгъл на знамето.

## Символика
Петте лъча на знамето символизират новата и динамична държава, която очаква своето бъдеще. Синият цвят на знамето символизира небето и океана, които окръжават Сейшелските острови. Жълтият цвят символизира слънцето, което прави леко битието на островитяните. Червеният цвят от знамето на Сейшелите изобразява в символична форма единството на хората и техните стремления за мир, единство и любов, а белият цвят представлява върховенството на правото. Зеленият цвят символизира островите и обкръжаващата ги природа.

## История
Първото национално знаме на Сейшелите като самостоятелна държава е прието на 29 юни 1976 година, когато страната става независима от Великобритания. То представлява четириъгълник в съотношение на страните 1:2, на който има бял андреевски кръст, поставен върху синьо (горе и долу) и червено поле (вляво и дясно). Година след независимостта на Сейшелите в страната е извършен преврат и новата власт приема за национален флаг знамето на Обединената партия на Сейшелите, което е сменено с настоящото знаме на страната през 1996 година. То представлява четириъгълник в съотношение на страните 1:2, на който е изобразена бяла вълнообразна ивица, поставена върху червено (горе) и зелено поле (долу).
- Знаме на Сейшелите 1977 – 1977
- Знаме на Сейшелите 1977 – 1996